# Wilhelm von Abbema
Wilhelm von Abbema (Krefeld, 15 gennaio 1812 – Düsseldorf, 8 novembre 1889) è stato un pittore e incisore tedesco.

## Biografia
Studiò all'Accademia di belle arti di Düsseldorf, dove fu allievo di Johann Wilhelm Schirmer. Dapprima attivo come pittore paesaggista, si specializzò poi nella stampa, realizzando incisioni tratte da disegni suoi o di pittori quali Andreas Achenbach, Karl Friedrich Lessing e Caspar Scheuren.